# Départ pour le passé
Départ pour le passé est la troisième aventure, sur un total de treize, qu'effectue le Capitaine Flam dans la série de dessins animés qui porte son nom. Cette aventure est racontée en quatre épisodes de 22 minutes chacun.
Le dessin animé est une adaptation du roman « The Lost World of Time » d'Edmond Hamilton. 
Le dessin animé évoque l'aventure du Capitaine Flam et de ses compagnons, qui voyagent 100 millions d'années dans le passé afin qu'une guerre entre Martiens et Kataniens soit évitée et que les deux civilisations ne s'entre-détruisent pas.

## Liste des épisodes
1. Départ pour le passé
2. Koum la planète sacrée
3. La Genèse du système solaire
4. Un long voyage

## Résumé

### « Départ pour le passé »
Alors qu'il entraîne Mala et Crag au pilotage de son Cyberlab dans la ceinture d'astéroïdes entre Mars et Jupiter, le Capitaine Flam reçoit un étrange message d'un vieil homme disant s'appeler Darmor et demandant du secours à des hommes du futur. L'homme explique que les habitants de la planète Katan ont besoin d'aide face à la destruction imminente de leur planète.
On découvre que ce message a été émis il y a 100 millions d'années dans le passé.
Avec son équipage composé de Crag, Mala, Simon, Limaille et Frégolo (Johann et Ezla restant sur Terre), le Capitaine Flam entreprend de se rendre à cette lointaine époque grâce à une machine à remonter le temps installée sur le Cyberlab, à la recherche de la planète Katan. Après avoir dit au revoir à Johann depuis sa base lunaire, le capitaine enclenche la machine dans l'espace. Mais alors qu'ils arrivent à destination, le Cyberlab est heurté par un météore qui endommage gravement la machine à voyager dans le temps.
Flam pose en urgence le Cyberlab endommagé sur la planète la plus proche : il s'agit de la Terre, alors à l'époque du crétacé albien, époque des dinosaures. À sa grande stupéfaction et celle de ses compagnons, il découvre une jeune femme, Athana, pourchassée par un tyrannosaure. Le capitaine abat celui-ci et courageusement, Mala sauve la vie de la jeune fille qui allait être écrasée par l'animal préhistorique. 
Alors qu'ils retournent au Cyberlab, de nombreux vaisseaux spatiaux apparaissent à l'horizon.

### « Koum la planète sacrée »
Dans son village, Athana présente les voyageurs temporels aux membres de sa tribu, qui prennent Flam pour l'envoyé de leur dieu Koum. Ces habitants vénèrent en effet la planète Koum. Le professeur Simon estime que Koum correspond au système stellaire de Deneb.
Les habitants de la Terre sont manifestement des humains. Flam et le Pr Simon supposent qu'ils sont arrivés sur Terre, il y a très longtemps, grâce à un vaisseau spatial demeuré depuis lors gravement endommagé. Les habitants de la tribu aident Flam à remettre en état le Cyberlab en leur fournissant des matériaux divers prélevés sur leur vaisseau spatial détruit dans le passé par une éruption volcanique.
Les vaisseaux spatiaux aperçus à la fin de l'épisode précédent sont des appareils venus de Mars, chargés de surveiller la Terre. L'un d'eux atterrit non loin: Mala et Athana sont capturés et considérés par le chef de l'expédition, le colonel Glako, comme des « espions kataniens » venus opérer sur Terre. L'équipage du vaisseau spatial martien est composé d'humains, comme Flam et ses compagnons ainsi qu'Athana et les siens. Le vaisseau de Glako emmène Mala et Athana sur Mars. Le capitaine promet au chef de tribu de ramener Athana et embarque sur le Cyberlab.
Une fois arrivé sur Mars, le colonel Glako fait incarcérer Mala et Athana dans une prison de haute sécurité. Ils sont détenus dans la même cellule que Julius, fils du pacifiste katanien Darmor: Julius avait été envoyé secrètement sur Mars par son père en tant qu'émissaire de paix. Mala apprend que les Kataniens savent que leur planète est vouée à la désintégration en raison des forces gravitationnelles de Jupiter. Jakal, le chef du gouvernement katanien, envisage une guerre contre les Martiens pour s'emparer de la planète Mars, et c'est ce projet suicidaire que Darmor voulait éviter. C'est pourquoi il avait envoyé le message d'alerte reçu par le Capitaine Flam au début du récit.
Pendant ce temps, à bord du Cyberlab, Flam et ses compagnons ont suivi le vaisseau spatial qui emmenait Mala et Athana. Sur Mars, le Cyberlab est pris en chasse par une escadrille de vaisseaux spatiaux martiens: le Capitaine Flam plonge le Cyberlab dans un lac de Mars et suit le cours d'une rivière souterraine.
Alors qu’ils sont emprisonnés, Athana remet son anneau sacré à Mala, lequel est en train de tomber amoureux d'elle. Mala se contorsionne et s'échappe en empruntant un cours d'eau souterrain dont les grilles de protection s'ouvrent grâce à la bague remise par Athana. Mala suit le cours d'eau et… retrouve le Cyberlab ! Grâce au Cosmolem, Athana et Julius sont libérés par Mala et Crag.
Utilisant le système de camouflage du Cyberlab, L'équipe réunie quitte Mars et se rend sur la planète Katan pour rencontrer Darmor, le père de Julius.

### « La Genèse du système solaire »
Darmor, savant et pacifiste convaincu, espère décourager Jakal, dictateur militaire de Katan, d'entrer en guerre contre Mars, dans une guerre d'extermination épouvantable. Jakal n'a trouvé qu'une solution pour sauver les Kataniens, c'est de massacrer tous les Martiens ! 
Une fois l'équipe arrivée chez le professeur Darmor, celui-ci expose son plan pacifique: il a découvert une planète habitable, Koum (Deneb). Il propose de transporter l'intégralité des Kataniens vers Koum par l'utilisation d'un astéroïde dont l'intérieur a été creusé et qui servira de moyen de transport. Il s'agit de l’astéroïde que le Capitaine Flam et ses compagnons avaient aperçu lors du voyage n°1, L'Empereur de l'espace. Pendant la durée du trajet, les Kataniens seront placés en biostase. Pendant ce temps, Jakal a envoyé une chauve-souris robot espionner les abords du Cyberlab. Repérée, elle est mise hors service par Limaille et Frégolo, mais Jakal en profite pour avoir une discussion avec le Capitaine Flam et Darmor. 
Mais Jakal élève une sérieuse objection : sachant que la principale source d'énergie utilisée par les Kataniens est le takyonium, une substance très lourde (plus lourde que l'uranium) mais très puissante lorsqu'on brise son noyau atomique, comment évacuer les habitants si l'on manque de takyonium ? En effet, selon Jakal les Kataniens n'ont pas assez d'énergie pour faire déplacer l'énorme astéroïde : le plan de Darmor est peut-être magnifique mais il n'est pas réalisable. Darmor ne conteste pas le manque de réserves en takyonium. Jakal met fin à l’entretien. Or cet entretien lui a permis de détourner l'attention de Flam et de ses amis du Cyberlab: des rats-robots y ont pénétré secrètement.
Après la fin de l'entretien avec Jakal, Darmor demande au Capitaine Flam s'il aurait une idée pour trouver du takyonium en grande quantité. Le capitaine a une idée : utiliser la machine à voyager dans le temps pour remonter dans le temps 300 millions d'années auparavant, dans le Dévonien, à une époque où le système solaire comprenait alors beaucoup plus de takyonium.
Le Cyberlab prend son envol et la machine à voyager dans le temps est mise en route. À ce moment-là, Jakal ordonne l'explosion des rats-robots. Cette explosion détraque complètement la machine à voyager dans le temps et tous les occupants du vaisseau perdent connaissance. La machine à voyager dans le temps les emmène quasiment cinq milliards d'années dans le passé, en un temps où le système solaire n'existait pas encore, où le soleil était jeune et où la galaxie Andromède était visible à l'œil nu.

### « Un long voyage »
Mala, le Capitaine Flam, Crag et le professeur Simon reviennent à eux. Flam après avoir arrêté la machine à voyager dans le temps réalise qu'ils sont remontés à 4.99 milliards d'années. En outre le Cyberlab a presque épuisé son énergie et personne ne peut leur venir en aide. Mais en utilisant la pile de takyonium contenue dans le « détecteur de takyonium » remis par Darmor, Flam permet au Cyberlab de « descendre le temps » pendant quelques centaines de millions d'années. L'équipage trouve une planète Katan en voie de formation, baignée dans un océan de lave. 
Dans l'impossibilité d'utiliser le détecteur à takyonium (puisqu'on a utilisé sa pile énergétique), Flam envoie l'animal de Crag, le sympathique Limaille, flairer le lit de lave. Limaille parvient à trouver un gisement souterrain de takyonium. On réussit à récupérer un gros stock de takyonium, et l'équipe peut désormais actionner à nouveau la machine temporelle pour retourner sur Katan à l’époque de Darmor.
Lorsque le Cyberlab surgit dans l'espace compris entre Katan et Mars, il se trouve entre deux grosses flottes spatiales prêtes à se livrer une guerre impitoyable et exterminatrice. Pour éviter un double génocide, Flam s'interpose et ordonne à Jakal (le dictateur Katanien) d'écouter ce qu'il a à dire : les habitants des deux planètes, Katan et Mars, ainsi que les quelques habitants de la Terre (dont les membres de la tribu d'Athana), sont tous issus d'une même civilisation galactique dont l'origine est Koum (Deneb). Tous ces êtres à l'origine commune ne peuvent pas se faire une guerre sauvage : il faut au contraire qu'ils unissent leurs forces et que les Kataniens, et éventuellement les Martiens, puissent retourner sur Koum, d'autant plus que Katan est promise à une destruction imminente.
Jakal refuse d'écouter Flam et ordonne à ses troupes de l'éliminer.
Le Cyberlab riposte sans détruire les vaisseaux de Katan et après une manœuvre d'intimidation, Jakal se rend à l'évidence : le Capitaine Flam est plus fort que lui.
Les habitants de Katan vont donc œuvrer de concert pour ce même but : quitter le système solaire et renouer avec leur civilisation d'origine.
L'épisode se termine par une annonce d'Athana à Mala : elle est tombée amoureuse de Julius et compte l'épouser. Mala fait « bonne figure », malgré son amour pour elle et la tristesse qu'il éprouve. Les Kataniens assistent impuissants à la désintégration de leur planète, dont les restes donneront dans quelques millions d'années la ceinture d'astéroïdes entre Mars et Jupiter et les anneaux de Saturne. Tel un nouveau Moïse, Darmor fait partir en direction de Koum le satellite naturel de Katanem qui, évidé, contient les Kataniens placés sous biostase.
Le capitaine et ses compagnons reviennent alors à leur époque, cent millions d'années dans le futur.

## Remarque
- Le tyrannosaure ne vivait pas il y a 100 millions d'années, mais en fin de Crétacé, vers - 70 millions d'années.